# Torslunda, Tierps kommun
Torslunda är en by längs länsväg C 742, strax norr om länsväg C 600 (gamla E4) i Tierps kommun.
Torslunda, som ligger cirka 5 kilometer söder om Tierp, har en slalombacke, som är öppen i mån av snötillgång. Tämnarån flyter genom Torslunda.
I byn finns en gammal gård Torslundagården, där det förr i tiden serverades kaffe på vintern. 
På orten finns Torslundaboplaten, en stenåldersboplats från Gropkeramisk tid. 1887 hade i samband med vägbygge skärvor av gropkeramik påträffats i Torslunda, vilka dock först 1905. Efterbo platserna vid Mjölkbo-Åloppe blev den andra kända stenåldersboplatsen i Uppland.
Torslunda omtalas första gången 1538, då fanns här ett kyrkotorp. 